# Pangwa (langue)
Pour les articles homonymes, voir Pangwa.
Le pangwa est une langue bantoue parlée par la population pangwa en Tanzanie.

## Écriture
En pangwa, le ‹ g › représente [k], ‹ kh › représente [x] et ‹ ch › représente [tʃʰ] ou [ts].